# Les Ifs
Les Ifs – miejscowość i gmina we Francji, w regionie Normandia, w departamencie Sekwana Nadmorska.
Według danych na rok 1990 gminę zamieszkiwały 44 osoby, a gęstość zaludnienia wynosiła 11 osób/km² (wśród 1421 gmin Górnej Normandii Ifs plasuje się na 834. miejscu pod względem liczby ludności, natomiast pod względem powierzchni na miejscu 770.).